# Cubanops darlingtoni
Cubanops darlingtoni là một loài nhện trong họ Caponiidae.
Loài này thuộc chi Cubanops. Cubanops darlingtoni được Bryant miêu tả năm 1948.

## Hình ảnh

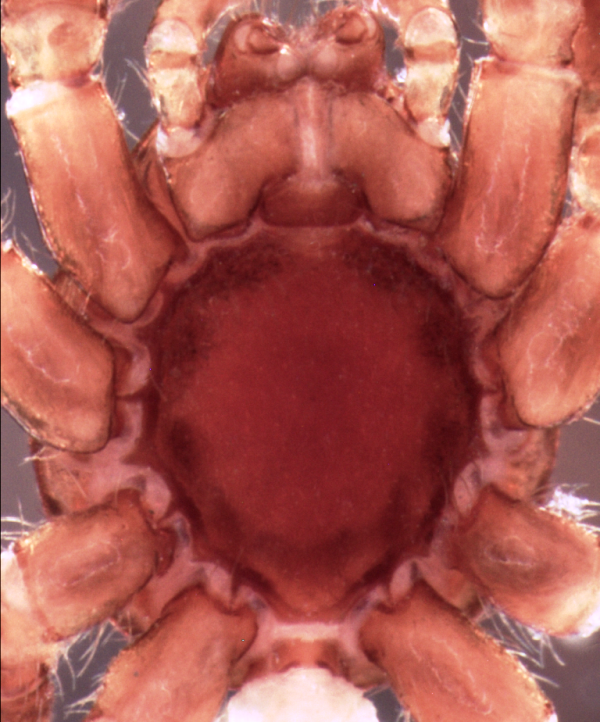